# Ingrid Svantepolksdotter
Ingrid Svantepolksdotter (floruit 1350), est une noble suédoise liée à la famille royale et une abbesse. Elle est surtout connue pour être une des protagonistes du célèbre fait divers connu sous le nom d'Enlèvements de Vreta (en), au cours duquel comme sa mère avant elle;  elle est enlevée de l'abbaye de Vreta par un homme qui l'épouse ensuite. Plus tard, devenue veuve  elle exerce la charge d'abbesse de cette même abbaye de 1323 à 1344.

## Biographie
Ingrid est la fille de  Svantepolk Knutsson seigneur de Viby et de Bénédicte de Bjelbo et de ce fait la nièce de la reine  Catherine de Suède. Elle est promise à un noble danois  David Torstensson, mais confiée, encore enfant,  à l'Abbaye de Vreta pour parfaire son éducation avant son mariage; sa sœur Catherine la rejoint mais pour entrer dans les ordres. En 1287, Ingrid est enlevée par un noble norvégien le jarl Folke Algotsson, et devient ainsi la troisième des fameuses jeunes filles enlevées de l'abbaye de  Vreta, les deux précédentes étant sa mère  et sa grand-mère maternelle. Folke l’emmène en Norvège où il se marient. Ingrid retourne en Suède après la mort de Folkes en 1310. Avant mars 1322, elle prend le voile à l'abbaye de Vreta et en 1323, elle succède à sa tante devenue abbesse. Elle abdique en 1344, et est mentionnée pour la dernière fois en 1350, lorsqu'elle assume temporairement la charge de l'abbatiat après le décès de la précédente abbesse et avant l'élection de la suivante.

## Sources
- (sv) Agneta Conradi Mattsson: Riseberga kloster, Birger Brosa & Filipssönerna, Vetenskapliga skrifter utgivna av Örebro läns museum 2, 1998,  (ISBN 91-85642-24-X)
- (sv) Dick Harrison: Jarlens sekel - En berättelse om 1200-talets Sverige, Ordfront, Stockholm, 2002,  (ISBN 91-7324-999-8)
- (sv) Kristin Parikh: Kvinnoklostren på Östgötaslätten under medeltiden. Asketiskt ideal - politisk realitet, Lund University Press, Lund, 1991
- (sv) « Vreta kloster: Klosterpersonalen - Wikisource », sv.wikisource.org (consulté le 23 septembre 2019)